# Governació de Nablus
La Governació de Nablus (àrab: محافظة نابلس, Muḥāfaẓat Nāblus; hebreu: נפת שכם, Napat Šəḵem‎) és una de les 16 divisions administratives de l'Autoritat Nacional Palestina, situada en l'altiplà central de la Ribera Occidental o Cisjordània, 53 quilòmetres al nord de Jerusalem. Abasta l'àrea al voltant de la ciutat de Nablus, que serveix de muhàfadha (seu) de la governació. És governada per Mahmoud Aloul.

## Municipis

### Ciutats
- Nablus

### Viles
Les següents poblacions tenen més de 4,000 habitants i consells municipals d'11-15 membres.
- Aqraba
- Asira ash-Shamaliya
- Beita
- Huwara
- Jammain
- Qabalan
- Sebastia
- Beit Furik

Les següents localitats tenen uns 1.000 i consells vilatans de 3 a 9 membres.
| - Asira al-Qibliya - Azmut - Awarta - Al-Badhan - Balata al-Balad - Beit Dajan - Beit Hasan - Beit Iba - Beit Imrin - Beit Wazan - Bizziriya - Burin - Burqa - Deir al-Hatab - Deir Sharaf - Duma - Einabus - Furush Beit Dajan - Ijnisinya - Jurish - Kafr Qallil - Al-Lubban ash-Sharqiya | - Majdal Bani Fadil - An-Naqura - An-Naseriya - Odala - Osarin - Qaryut - Qusin - Qusra - Rujeib - Salim - Sarra - As-Sawiya - Talfit - Talluza - Tell - Urif - Yanun - Yasid - Yatma - Zawata - Zeita Jammain |  |

## Camps de refugiats
- Askar
- Balata
- Ein Beit al-Ma'